# Nico Hülkenberg
Nicolas »Nico« Hülkenberg, nemški dirkač, * 19. avgust 1987, Emmerich am Rhein, Nemčija.
Hülkenberg je opozoril nase z osvojitvijo naslovov prvaka v serijah Nemške Formula 3, A1 Grand Prix in GP2, v slednji mu je v sezoni 2009 kot drugemu uspelo osvojiti naslov prvaka v svoji debitantski sezoni, po Lewisu Hamiltonu. Za sezono 2010 je podpisal pogodbo z moštvom Formule 1 Williams-Cosworth, kjer je dirkal ob izkušenem Rubensu Barrichellu. 
Na dirki za 24 ur Le Mansa 2015 je v svojem prvem nastopu zmagal v tovarniškem moštvu Porscheja z Earlom Bamberjem in Nickom Tandyjem.
V sezoni 2020 je bil testni in nadomestni dirkač pri moštvu Racing Point ter je nastopil na treh dirkah. V sezonah 2021 in 2022 je obdržal položaj testnega in nadomestnega dirkača pri moštvu Aston Martin, ki je nastalo s preimenovanjem moštva Racing Point. V sezoni 2022 je na prvih dveh dirkah nastopil namesto Sebastiana Vettla. Pred sezono 2023 je prestopil k moštvu Haas, kjer je kot stalni dirkač nadomestil Micka Schumacherja.

## Dirkaški rezultati

### Pregled rezultatov
| Sezona  | Serija             | Moštvo                | Dirke         | Pole          | Zmage         | Toč           | Uvr           |
| ------- | ------------------ | --------------------- | ------------- | ------------- | ------------- | ------------- | ------------- |
| 2005    | Formula BMW ADAC   | Josef Kaufmann Racing | 20            | 8             | 9             | 287           | 1.            |
| 2006    | Nemška Formula 3   | Josef Kaufmann Racing | 18            | 3             | 1             | 78            | 5.            |
| 2006–07 | A1 Grand Prix      | Team Germany          | 20            | 3             | 9             | 126           | 1.            |
| 2007    | Evropska Formula 3 | Team ASM Formule 3    | 20            | 2             | 4             | 72            | 3.            |
| 2008    | Evropska Formula 3 | ART Grand Prix        | 20            | 6             | 7             | 85            | 1.            |
| 2008–09 | Azijska GP2        | ART Grand Prix        | 4             | 2             | 1             | 27            | 6.            |
| 2009    | GP2                | ART Grand Prix        | 20            | 3             | 5             | 100           | 1.            |
| 2010    | Formula 1          | Williams-Cosworth     | 19            | 1             | 0             | 22            | 14.           |
| 2011    | Formula 1          | Force India           | Testni dirkač | Testni dirkač | Testni dirkač | Testni dirkač | Testni dirkač |
| 2012    | Formula 1          | Force India           | 20            | 0             | 0             | 63            | 11.           |
| 2013    | Formula 1          | Sauber                | 19            | 0             | 0             | 51            | 10.           |
| 2014    | Formula 1          | Force India           | 19            | 0             | 0             | 96            | 9.            |
| 2015    | Formula 1          | Force India           | 19            | 0             | 0             | 58            | 10.           |
| 2016    | Formula 1          | Force India           | 21            | 0             | 0             | 72            | 9.            |
| 2017    | Formula 1          | Renault F1            | 20            | 0             | 0             | 43            | 10.           |
| 2018    | Formula 1          | Renault F1            | 21            | 0             | 0             | 69            | 7.            |
| 2019    | Formula 1          | Renault F1            | 21            | 0             | 0             | 37            | 14.           |

### GP2
(legenda) (odebeljene dirke pomenijo najboljši štartni položaj, poševne pa najhitrejši krog)
| Sezona | Moštvo         | 1         | 2          | 3         | 4         | 5         | 6         | 7        | 8        | 9         | 10        | 11        | 12        | 13        | 14        | 15        | 16          | 17        | 18        | 19        | 20         | Prv | Toč |
| ------ | -------------- | --------- | ---------- | --------- | --------- | --------- | --------- | -------- | -------- | --------- | --------- | --------- | --------- | --------- | --------- | --------- | ----------- | --------- | --------- | --------- | ---------- | --- | --- |
| 2009   | ART Grand Prix | ŠPA FEA 9 | ŠPA SPR 14 | MON FEA 5 | MON SPR 3 | TUR FEA 5 | TUR SPR 4 | VB FEA 3 | VB SPR 5 | NEM FEA 1 | NEM SPR 1 | MAD FEA 1 | MAD SPR 7 | VAL FEA 2 | VAL SPR 1 | BEL FEA 2 | BEL SPR Ret | ITA FEA 6 | ITA SPR 3 | POR FEA 1 | POR SPR 16 | 1.  | 100 |

### Azijska GP2
(legenda) (odebeljene dirke pomenijo najboljši štartni položaj, poševne pa najhitrejši krog)
| Sezona  | Moštvo         | 1       | 2       | 3       | 4       | 5          | 6          | 7         | 8         | 9       | 10      | 11       | 12       | Prv | Toč |
| ------- | -------------- | ------- | ------- | ------- | ------- | ---------- | ---------- | --------- | --------- | ------- | ------- | -------- | -------- | --- | --- |
| 2008–09 | ART Grand Prix | KIT FEA | KIT SPR | DUB FEA | DUB SPR | BAH1 FEA 4 | BAH1 SPR 4 | KAT FEA 1 | KAT SPR 3 | MAL FEA | MAL SPR | BAH2 FEA | BAH2 SPR | 6.  | 27  |

### Formula 1
(legenda) (odebeljene dirke pomenijo najboljši štartni položaj, poševne pa najhitrejši krog, †-uvrščen kljub odstopu)
| Leto | Moštvo                     | Šasija             | Motor                           | 1       | 2       | 3       | 4       | 5       | 6       | 7       | 8       | 9       | 10      | 11      | 12     | 13      | 14      | 15      | 16      | 17      | 18      | 19     | 20      | 21      | Prv | Toč |
| ---- | -------------------------- | ------------------ | ------------------------------- | ------- | ------- | ------- | ------- | ------- | ------- | ------- | ------- | ------- | ------- | ------- | ------ | ------- | ------- | ------- | ------- | ------- | ------- | ------ | ------- | ------- | --- | --- |
| 2010 | AT&T Williams              | Williams FW32      | Cosworth CA2010 2.4 V8          | BAH 14  | AVS Ret | MAL 10  | KIT 15  | ŠPA 16  | MON Ret | TUR 17  | KAN 13  | EU Ret  | VB 10   | NEM 13  | MAD 6  | BEL 14  | ITA 7   | SIN 10  | JAP Ret | KOR 10  | BRA 8   | ABU 16 |         |         | 14. | 22  |
| 2011 | Force India F1 Team        | Force India VJM04  | Mercedes FO 108Y 2.4 V8         | AVS TD  | MAL TD  | KIT TD  | TUR TD  | ŠPA TD  | MON     | KAN TD  | EU TD   | VB TD   | NEM TD  | MAD TD  | BEL TD | ITA TD  | SIN     | JAP TD  | KOR     | IND     | ABU     | BRA TD |         |         | –   | –   |
| 2012 | Sahara Force India F1 Team | Force India VJM05  | Mercedes FO 108Z 2.4 V8         | AVS Ret | MAL 9   | KIT 15  | BAH 12  | ŠPA 10  | MON 8   | KAN 12  | EU 5    | VB 12   | NEM 9   | MAD 11  | BEL 4  | ITA 21† | SIN 14  | JAP 7   | KOR 6   | IND 8   | ABU Ret | ZDA 8  | BRA 5   |         | 11. | 63  |
| 2013 | Sauber F1 Team             | Sauber C32         | Ferrari 056 2.4 V8              | AVS DNS | MAL 8   | KIT 10  | BAH 12  | ŠPA 15  | MON 11  | KAN Ret | VB 10   | NEM 10  | MAD 11  | BEL 13  | ITA 5  | SIN 9   | KOR 4   | JAP 6   | IND 19† | ABU 14  | ZDA 6   | BRA 8  |         |         | 10. | 51  |
| 2014 | Sahara Force India F1 Team | Force India VJM07  | Mercedes PU106A Hybrid 1.6 V6 t | AVS 6   | MAL 5   | BAH 5   | KIT 6   | ŠPA 10  | MON 5   | KAN 5   | AVT 9   | VB 8    | NEM 7   | MAD Ret | BEL 10 | ITA 12  | SIN 9   | JAP 8   | RUS 12  | ZDA Ret | BRA 8   | ABU 6  |         |         | 9.  | 96  |
| 2015 | Sahara Force India F1 Team | Force India VJM08  | Mercedes PU106B Hybrid 1.6 V6 t | AVS 7   | MAL 14  | KIT Ret | BAH 13  | ŠPA 15  | MON 11  | KAN 8   | AVT 6   |         |         |         |        |         |         |         |         |         |         |        |         |         | 10. | 58  |
| 2015 | Sahara Force India F1 Team | Force India VJM08B | Mercedes PU106B Hybrid 1.6 V6 t |         |         |         |         |         |         |         |         | VB 7    | MAD Ret | BEL DNS | ITA 7  | SIN Ret | JAP 6   | RUS Ret | ZDA Ret | MEH 7   | BRA 6   | ABU 7  |         |         | 10. | 58  |
| 2016 | Sahara Force India F1 Team | Force India VJM09  | Mercedes PU106C Hybrid 1.6 V6 t | AVS 7   | BAH 15  | KIT 15  | RUS Ret | ŠPA Ret | MON 6   | KAN 8   | EU 9    | AVT 19† | VB 7    | MAD 10  | NEM 7  | BEL 4   | ITA 10  | SIN Ret | MAL 8   | JAP 8   | ZDA Ret | MEH 7  | BRA 7   | ABU 7   | 9.  | 72  |
| 2017 | Renault Sport F1 Team      | Renault R.S.17     | Renault R.E.17 1.6 V6 t         | AVS 11  | KIT 12  | BAH 9   | RUS 8   | ŠPA 6   | MON Ret | KAN 8   | AZE Ret | AVT 13  | VB 6    | MAD 17† | BEL 6  | ITA 13  | SIN Ret | MAL 16  | JAP Ret | ZDA Ret | MEH Ret | BRA 10 | ABU 6   |         | 10. | 43  |
| 2018 | Renault Sport F1 Team      | Renault R.S.18     | Renault R.E.18 1.6 V6 t         | AVS 7   | BAH 6   | KIT 6   | AZE Ret | ŠPA Ret | MON 8   | KAN 7   | FRA 9   | AVT Ret | VB 6    | NEM 5   | MAD 12 | BEL Ret | ITA 13  | SIN 10  | RUS 12  | JAP Ret | ZDA 6   | MEH 6  | BRA Ret | ABU Ret | 7.  | 69  |
| 2019 | Renault F1 Team            | Renault R.S.19     | Renault E-Tech 19 1.6 V6 t      | AVS 7   | BAH 17† | KIT Ret | AZE 14  | ŠPA 13  | MON 13  | KAN 7   | FRA 8   | AVT 13  | VB 10   | NEM Ret | MAD 12 | BEL 8   | ITA 5   | SIN 9   | RUS 10  | JAP DSQ | MEH 10  | ZDA 9  | BRA 15  | ABU 12  | 14. | 37  |